# 1980 à Terre-Neuve-et-Labrador
Chronologie de Terre-Neuve-et-Labrador
- 1976
- 1977
- 1978
- 1979
- 1980
- 1981
- 1982
- 1983
- 1984

Cette page concerne des événements survenus en 1980 dans la province canadienne de Terre-Neuve-et-Labrador.

## Politique
- Premier ministre : Brian Peckford
- Chef de l'Opposition :
- Lieutenant-gouverneur : Gordon Arnaud Winter (en)
- Législature :

## Événements
- Dimanche 6 octobre : les gouvernements du Québec et de Terre-Neuve signent l'entente de l'hydro de Churchill Falls.